# Favites complanata
Espèce
Statut CITES
Favites complanata est une espèce de coraux appartenant à la famille des Merulinidae ou la famille Faviidae.